# Dooley Wilson
Arthur «Dooley» Wilson (Tyler, Texas, 3 d'abril de 1886– Los Angeles, Califòrnia, 30 de maig de 1953) va ser un actor, cantant i bateria de jazz estatunidenc, conegut sobretot per la seva interpretació del pianista Sam a la pel·lícula Casablanca (1942).

## Biografia
A partir de 1908 i fins als anys 1930, Arthur Wilson va treballar al teatre a Chicago (on rebé el sobrenom de «Dooley») i a Nova York. Entre 1912 i 1946 va treballar a Broadway, on va participar en quatre peces teatrals (destacant en el paper principal a Androcles and the Lion la temporada 1938-1939) i en tres comèdies musicals (com Cabin in the Sky la temporada 1940-1941, amb música de Vernon Duke, amb Ethel Waters). Als anys 1920 va treballar com a bateria d'una banda de jazz, The Red Devils, la qual va dirigir i amb la qual va fer un tour per Europa (París, Londres…), així com per Àfrica del Nord (en particular, a Casablanca). De 1939 a 1951 va treballar al cinema. El seu paper més conegut és el del pianista Sam a Casablanca (tot i que ell només cantava; va ser el pianista Elliot Carpenter qui va tocar les cançons, en playback), amb Humphrey Bogart i Ingrid Bergman. Finalment, l'any 1951, va interpretar un únic paper a la televisió, a la sitcom Beulah.

## Filmografia completa

### Al cinema

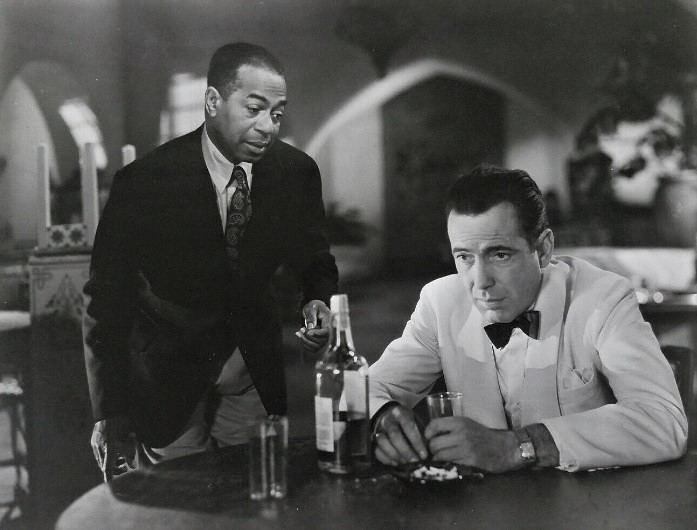
Amb Humphrey Bogart, a Casablanca (1942)

- 1939 : Keep Punching de John Clein : Baron Skinner
- 1942 : My Favorite Blonde de Sidney Lanfield : un porter
- 1942 : Take a Letter, Darling de Mitchell Leisen : Moses
- 1942 : Night in New Orleans de William Clemens : Shadrach Jones
- 1942 : Cairo de W. S. Van Dyke : Hector
- 1942 : Casablanca de Michael Curtiz : Sam
- 1943 : Two Tiquets to London d'Edwin L. Marin : l'acordionista
- 1943 : Stormy Weather d'Andrew L. Stone : Gabe Tucker
- 1943 : Higher and Higher de Tim Whelan : Oscar
- 1944 : Seven Days Ashore de John H. Auer : Jason
- 1948 : Triple Threat de Jean Yarbrough : un porter
- 1948 : Racing Luck de William Berke : Abe
- 1949 : Knock and any Door de Nicholas Ray : un pianista
- 1949 : Come to the Stable d'Henry Koster : Anthony James
- 1949 : Tell it to the Judge de Norman Foster : un porter
- 1949 : Free for All de Charles Barton : Aristotle
- 1950 : No Man of her Own de Mitchell Leisen : un revisor de tren
- 1950 : Father is a Bachelor d'Abby Berlin i Norman Foster : Blue
- 1951 : Passage West de Lewis R. Foster : Rainbow

### A la televisió
- 1951 : The Beulah Show, sitcom
  - Primera temporada, episodi 23 Bill, the Babysitter de James Tinling i episodi 34 Beulah and the Stock Market : Bill Jackson

## Teatre a Broadway
- 1912 : Let George Do It, comèdia musical, música i lletra de Nathaniel D. Ayer i Paul West, llibret d'Aaron Hoffman : un transportista exprés
- 1936 : The Conjure Man Dies, adaptació d'Arna Bontemps i Countee Cullen de la novel·la epònima de Rudolph Fisher : Detectiu Perry Dart
- 1937 : The Long Voyage Home, peça d'Eugene O'Neill : Fat Joe
- 1938-1939 : Androcles and the Lion, peça de George Bernard Shaw : Androcles
- 1940 : The Strangler Fig, peça inspirada d'un llibre de John Stephen Strange, adaptada per Edith Meiser : Franklin
- 1940 : Keep Off the Grass, música de Jimmy McHugh, lletra d'Al Dubin i Howard Dietz, esquetxos de diversos autors, escenificació de Fred de Cordova (com arranjador únicament)
- 1940-1941 : Cabin in the Sky, comèdia musical, música de Vernon Duke, lletra de John La Tecla, llibret de Lynn Root, coreografia de George Balanchine, amb Ethel Waters, Rex Ingram, Katherine Dunham : « Little Joe » Jackson
- 1940-1941 : Meet the People, música de Jay Gorney, lletra d'Henry Myers i Edward Eliscu, esquetxos de diversos autors (com arranjador únicament)
- 1944-1946 : Bloomer Girl, comèdia musical, música d'Harold Arlen, història i posada en escena de Yip Harburg, llibret de Sig Herzig i Fred Saidy, coreografia d'Agnes de Mille, amb Celeste Holm, James Mitchell : Pompey